# Ken Leung
Ken Leung (* 21. ledna 1970, New York) je americký herec čínského původu specializující se na intenzivní role. Zpočátku žil na Manhattanu a později se s rodinou přestěhoval do Midwoodu, kde vystudoval vysokou školu fyzikální léčby, kde začal také hrát v HB Studio a Ma-Yi Theater Company. Je znám z filmů Saw: Hra o přežití, Ztraceni
 či X-Men: Poslední vzdor.